# Liquidacionismo
El liquidacionismo es un término utilizado en la teoría marxista utilizado para referirse a la liquidación ideológica del programa del partido revolucionario por parte miembros del propio partido. Según el revolucionario ruso Vladimir Lenin, el liquidacionismo "consiste ideológicamente en la negación de la lucha de clases revolucionaria del proletariado socialista en general, y la negación de la hegemonía del proletariado".